# Bacino di Anambra
Il bacino di Anambra è uno dei bacini sedimentari più ricchi di risorse energetiche della Nigeria.
Ha la forma di un'insenatura pressoché triangolare che si estende su una superficie di circa 3.000 km² coperta da uno strato di sedimenti dello spessore di circa 9 km.

## Localizzazione
Il bacino di Anambra è posizionato nella parte occidentale della bassa valle di Benue e viene anche considerato come una sua nuova formazione. È delimitato a sud dalla linea di cerniera del bacino del Delta del Niger. Si estende in direzione nordovest nella valle del fiume Niger, verso nord fino al massiccio Jos e a nordest verso la città di Lafia.
I limiti orientali e occidentali del bacino sono definiti dall'anticlinale di Abakaliki e dal massiccio di Ibadan.

## Risorse energetiche
Il bacino racchiude il più grande deposito di carbone e lignite della Nigeria. L'estrazione carbonifera in Nigeria è iniziata all'interno del bacino nei pressi di Enugu, in seguito alla scoperta del carbone fatta da Albert Kitson nel 1909 nell'Udi Ridge, facendo diventare la regione un'area economicamente strategica per gli Inglesi. Le miniere di carbone operanti nello stato di Enugu includono Ogbete, Ribadu, Onyeama, Okaba and Okpara.
Si ritiene che le potenziali riserve di idrocarburi del bacino di Anambra potrebbero essere molto vicine a quelle del sottostante bacino del delta del Niger. Oltre al carbone infatti, il bacino ha un potenziale di gas naturale stimato in 2.500 miliardi di metri cubi . Nei campi di gas di Ugwuoba, nei pressi della città di Awka, e  quelli di Onitsha (che è il centro economico della regione) si trovano alcuni tra i più produttivi pozzi per l'estrazione di gas del bacino. I pozzi operati da Shell e BP includono Igbariam-1 e Ajire-1, mentre tra il 1938 e 1939 furono in funzione i pozzi Akukwa-1 e Akukwa-2 di Ugwuoba.
In altre parti del bacino sono stati identificati depositi di greggio, con un potenziale stimato di almeno un miliardo di barili di riserve.